# Riksdagsvalet i Tyskland 1932 (juli)
Det första av två tyska riksdagsval år 1932 hölls den 31 juli 1932, under den period i Tysklands historia som kallas Weimarrepubliken. Det var det första valet där nazisterna (NSDAP) blev största parti i riksdagen, med 230 av 608 mandat. Nästa val hölls den 6 november samma år.

## Valresultat
| Parti                                                         | Röster     | Röster  | Röster  | Mandat | Mandat |
| Parti                                                         | Antal      | Andel   | +/-     | Antal  | +/-    |
| ------------------------------------------------------------- | ---------- | ------- | ------- | ------ | ------ |
| Nationalsozialistische Deutsche Arbeiterpartei (NSDAP)        | 13.745.680 | 37,3 %  | +19,0 % | 230    | +123   |
| Sozialdemokratische Partei Deutschlands (SPD)                 | 7.959.712  | 21,6 %  | −2,9 %  | 133    | −10    |
| Kommunistische Partei Deutschlands (KPD)                      | 5.282.636  | 14,3 %  | +1,2 %  | 89     | +12    |
| Deutsche Zentrumspartei (Zentrum)                             | 4.589.430  | 12,4 %  | +0,6 %  | 75     | +7     |
| Deutschnationale Volkspartei (DNVP - konservativa)            | 2.178.024  | 5,9 %   | −1,1 %  | 37     | −4     |
| Bayerische Volkspartei (BVP)                                  | 1.192.684  | 3,2 %   | +0,2 %  | 22     | +3     |
| Deutsche Volkspartei (DVP - nationalliberala)                 | 436.002    | 1,2 %   | −3,3 %  | 7      | −23    |
| Deutsche Staatspartei (DStP)                                  | 373.339    | 1,0 %   | −2,8 %  | 4      | −16    |
| Christlich-Sozialer Volksdienst (CSVD)                        | 364.543    | 1,0 %   | −1,5 %  | 3      | −11    |
| Reichspartei des deutschen Mittelstandes ("WP")               | 146.876    | 0,4 %   | −3,5 %  | 2      | −21    |
| Deutsche Bauernpartei (DBP)                                   | 137.133    | 0,4 %   | −0,6 %  | 2      | −4     |
| Landbund                                                      | 96.851     | 0,3 %   | −0,3 %  | 2      | −1     |
| Deutsches Landvolk                                            | 90.554     | 0,2 %   | −3,0 %  | 1      | −18    |
| Reichspartei für Volksrecht und Aufwertung (Volksrechtpartei) | 40.825     | 0,1 %   | −0,7 %  | 1      | +1     |
| Övriga partier                                                | 248.065    | 0,7 %   | −1,3 %  | 0      | −7     |
| Totalt                                                        | 36.882.354 | 100,0 % |         | 608    | +31    |